# Alex Morgan
Alexandra Patricia Morgan Carrasco (sinh ngày 2 tháng 7 năm 1989), hay đơn giản là Alex Morgan, là một cựu cầu thủ bóng đá người Mỹ thi đấu ở vị trí tiền đạo cắm. Cô từng giành huy chương vàng Olympic và là nhà vô địch World Cup nữ. Cô còn được biết tới là một trong những cầu thủ xinh đẹp nhất thế giới bóng đá nữ với vẻ ngoài đẹp mắt và ưa nhìn. Từ năm 2018, cô là đồng đội trưởng của đội tuyển quốc gia cùng với Carli Lloyd và Megan Rapinoe.

## Sự nghiệp quốc tế
Cô vô địch World Cup nữ vào những năm 2015 và 2019.
Tại FIFA Women's World Cup 2023, đội tuyển nữ Mỹ sớm loại tại giải đấu trước đội nữ Thụy Điển và Morgan cũng gây thất vọng khi đá hỏng penalty trong trận mở màn gặp tuyển nữ Việt Nam